# Michel Vermeulin
Michel Vermeulin est un coureur cycliste sur route et sur piste français, né le 6 septembre 1934 à Montreuil-sous-Bois (Seine).

## Biographie

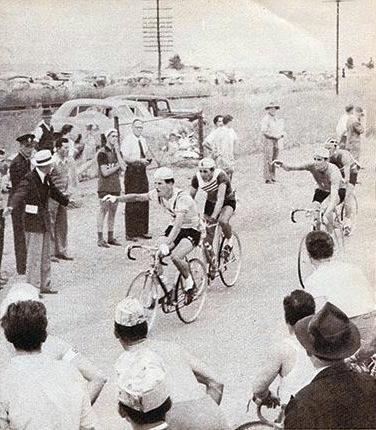
Geyre, Vermeulen et Moucheraud, membres de l'équipe de France future victorieuse, se désaltérant sous la forte chaleur lors de l'épreuve cycliste sur route des Jeux olympiques de Melbourne.

Excellent amateur, il devient en 1955 et 1957 champion de France de poursuite par équipes et en 1957 champion de France du contre-la-montre par équipes avec Arnaud Geyre notamment.
Sélectionné aux Jeux olympiques de 1956 à Melbourne, Michel Vermeulin est médaillé d'or en cyclisme sur route par équipes avec Arnaud Geyre et Maurice Moucheraud (René Abadie étant distancé), et médaillé d'argent en poursuite par équipes avec Jean Graczyk, Jean-Claude Lecante et René Bianchi. 
Il devient professionnel en 1958 et le reste jusqu'en 1963. Il remporte six victoires.
Il participe à trois Tours de France, se classant 20e en 1959, 30e en 1960, et abandonnant en 1962.
Dans le Tour de France 1959, il porte pendant trois jours le maillot jaune lors des étapes 10, 11 et 12.

## Palmarès sur route

### Palmarès amateur
- 1952
  - Paris-Nangis
- 1954
  - Grand Prix de Saint-Cloud
  - 2e du championnat de France sur route amateurs
  - 2e de Paris-Dreux
  - 3e de Paris-Mantes
- 1955
  - Paris-Forges-les-Eaux
  -  Médaillé d'argent du contre-la-montre par équipes aux Jeux méditerranéens 
  - 3e du Grand Prix de France
- 1956
  -  Champion olympique de la course par équipes (avec Maurice Moucheraud et Arnaud Geyre)
  -  Champion de France des sociétés (avec Arnaud Geyre, Orphée Meneghini et René Pavard)
  - Champion d'Île-de-France sur route
  - Maillot Azur
  - 7e étape de la Route de France
  - Paris-Migennes-Chény
  - Grand Prix de Boulogne-Billancourt
  - Grand Prix de France
  - 2e de Paris-Rouen
  - 3e de la Route de France
  - 3e de Paris-Fontenailles
  - 3e de Paris-Auxerre
  - 3e de Paris-Bligny
- 1957
  -  Champion de France des sociétés (avec Arnaud Geyre, Orphée Meneghini, René Pavard et Guy Claud)
  - Champion d'Île-de-France des sociétés
  - Maillot Azur
  - 1re (contre-la-montre par équipes) et 4e étapes de la Route de France
  - Paris-Bléneau
  - Paris-Ézy
  - Paris-Verneuil
  - 2e de la Route de France

### Palmarès professionnel
- 1958
  - Circuit de la Vienne
  - 2e de Nice-Mont Agel
  - 3e du Grand Prix des Nations
- 1959
  - Trophée Longines (contre-la-montre par équipes, avec Jacques Anquetil, André Darrigade, Seamus Elliott et Jean Graczyk)
  - 6e du Trophée Stan Ockers
  - 8e du Grand Prix des Nations
- 1960
  - Grand Prix de Fourmies :
    - Classement général
    - 1re étape

  - 2e du Grand Prix d'Alger (avec Jacques Anquetil)

### Résultats sur les grands tours

#### Tour de France
3 participations
- 1959 : 20e,  maillot jaune pendant 3 jours
- 1960 : 30e
- 1962 : abandon (2ea étape)

#### Tour d'Italie
1 participation
- 1959 : 26e

## Palmarès sur piste

### Jeux olympiques
- Melbourne 1956
  -  Médaillé d'argent de la poursuite par équipes (sur 4 000 mètres)

### Championnats de France
- Champion de France de poursuite par équipes amateurs en 1955 et 1957